# ميرزا أجدر إبراهيموف
الأكاديمي «ميرزا أجدر إبراهيموف» (1911 م- 1993 م) هو كاتب مسرحي أذربيجاني مرموق. أحد مؤسسي أكاديمية العلوم الوطنية الأذربيجانية (1945 م)، وعضو عامل بها. تولى منصب رئيس معهد اللغة والأدب المسمى باسم الشاعر نظامي فيالفترة بين عامي (1946 م- 1954 م) ومنصب وزير المعارف في الفترة بين عامي (1942 م- 1946 م)، ومنصب رئيس الهيئة الرئاسية للمجلس الأعلى الأذربيجاني بالاتحاد السوفيتي (1956 م). عُين نائباً عن الشعب في العديد من اجتماعات المجلس الأعلى للاتحاد السوفيتي وفرعه في أذربيجان. حاصل على لقب «كاتب الشعب» بأذربيجان (1961 م)، وعلى جائزة الدولة للاتحاد السوفيتي عام (1965 م)، وعلى جائزة نهرو الدولية (1971 م).